# ある女流作家の罪と罰
『ある女流作家の罪と罰』（あるじょりゅうさっかのつみとばつ、Can You Ever Forgive Me?）は、2018年のアメリカ合衆国の伝記映画。監督はマリエル・ヘラー、主演はメリッサ・マッカーシーが務めた。本作はリー・イスラエルが2008年に発表した自伝『Can You Ever Forgive Me?』を原作としている。

## ストーリー
1967年、リー・イスラエルはキャサリン・ヘプバーンのインタビュー記事を発表し注目を集めた。イスラエルはそれをきっかけに伝記作家へと転身し、タルラー・バンクヘッドやドロシー・キルガレンらの伝記を発表して好評を博したが、後にイスラエルは落ち目になっていった。
文筆業では生計を立てられなくなったため、イスラエルは手持ちの品を売却して生活費を工面していた。ついには、ヘプバーンが自分に宛てて書いた手紙をも売却しなければならないほど困窮した。そんなある日、イスラエルは「著名人の手紙の中でも、センセーショナルな情報が書かれている手紙は高く売れる」という事実に気が付き、著名人の手紙を捏造して販売するビジネスに手を出した。長年セレブたちを取材してきたイスラエルにとって、もっともらしい裏話を捏造するのは朝飯前であった。
イスラエルのビジネスは予想以上に好調だったが、時が経つにつれて、捏造を疑われることが多くなった。やがて、イスラエルは古物商のブラックリストに載ってしまい、捏造した手紙を売りさばくことができなくなってしまった。イスラエルは友人のジャック・ホックとタッグを組み、捏造した手紙を闇市場に売却することでビジネスを続けることができた。
しばらくして、ホックがFBIに逮捕されてしまったため、イスラエルも共犯者として出廷しなければならない事態に陥った。

## キャスト
※括弧内は日本語吹替
- レオノア・キャロル・イスラエル（リー）（英語版）: メリッサ・マッカーシー（唐沢潤）
- ジャック・ホック: リチャード・E・グラント（原康義）
- アンナ: ドリー・ウェルズ（英語版）（小林さやか）
- マージョリー: ジェーン・カーティン（野村須磨子）
- エレイン: アンナ・ディーヴァー・スミス（英語版） (磯辺万沙子)
- ポール: スティーヴン・スピネラ (小高三良)
- アラン・シュミット: ベン・ファルコーン (福田賢二)
- ネル: シェー・ドリン（英語版） (岸本百恵)
- ハリー: マイケル・シリル・クレイトン（英語版）
- トム・クランシー: ケヴィン・キャロラン（英語版）
- ロイド: マーク・エヴァン・ジャクソン（英語版） (宮﨑聡)
- クレイグ: ティム・カミングス（英語版）
- カート: クリスチャン・ナヴァロ（英語版） (高野憲太朗)
- アーリーン: ジョアンナ・P・アドラー（英語版）

## 製作
2015年4月、リー・イスラエルの自伝『Can You Ever Forgive Me?』の映画化に際して、ニコール・ホロフセナーが監督に、ジュリアン・ムーアが主演に起用されたと報じられた。5月14日、クリス・オダウドの出演が決まったと報じられた。7月、ムーアが製作サイドとの見解の相違を理由に降板するとの報道があった。2016年5月、ムーアの代役としてメリッサ・マッカーシーが起用され、ホロフセナーの代わりにマリエル・ヘラーが監督を務めることになったと報じられた。2017年1月、リチャード・E・グラント、ジェーン・カーティン、ドリー・ウェルズ、アンナ・ディーヴァー・スミスがキャスト入りした。
本作の主要撮影は2017年1月にニューヨークで始まり、同年3月2日に終了した。

## 公開・興行収入
2018年9月1日、本作はテルライド映画祭でプレミア上映された。8日には第43回トロント国際映画祭での上映が行われた。
同年10月19日、本作は全米5館で限定公開され、公開初週末に16万1510ドル（1館当たり3万2302ドル）を稼ぎ出し、週末興行収入ランキング初登場23位となった。
日本では劇場公開を見送られたものの、2019年6月19日にデジタル配信が開始され、7月3日にはDVDソフトがリリースされた。

## 評価
本作は批評家から絶賛されている。映画批評集積サイトのRotten Tomatoesには77件のレビューがあり、批評家支持率は99%、平均点は10点満点で8.3点となっている。サイト側による批評家の見解の要約は「巧みな演出が施されており、作品全体にダークなユーモアが散りばめられている。

## 受賞・ノミネート
- 第91回アカデミー賞3部門ノミネート
  - 主演女優賞：メリッサ・マッカーシー
  - 助演男優賞：リチャード・E・グラント
  - 脚色賞：ニコール・ホロフセナー
- 全米脚本家組合賞脚色賞受賞
- サテライト賞脚色賞受賞
- インディペンデント・スピリット賞脚本賞受賞